# Франсоа Байру
Фрасоа̀ Ренѐ Жан Люсиѐн Байру̀ (на френски: François René Jean Lucien Bayrou) е френски центристки политик. От 13 декември 2024 година е министър-председател на Франция, като заменя на поста най-кратко управлявалия премиер Мишел Барние.

## Биография
Той е роден на 25 май 1951 г. в град Бордер в департамента Пирене Атлантик, регион Аквитания. Има шест деца и е вярващ римокатолик. Преди да се посвети на политическа кариера той учи класическа литература и работи като учител.
Министър на образованието е в три последователни десни правителства от 1993 г. до 1997 г. Той е депутат от Пирене Атлантик в Националното събрание на Франция между 1986 г. и 2012 г. Член е на Европейския парламент от 1999 г. до 2002 г. Между 1982 г. и 2008 г. е избиран в Генералния съвет на Пирене Атлантик, на който е и председател от 1992 г. до 2001 г. Общински съветник в град По (1983 – 1993, от 2008 г.).
По време на политическата си кариера Байру е председател на различни партии: Център на социалните демократи (на френски език: Centre des démocrates sociaux), Демократична сила (на френски език: Force démocrate), Съюз за френска демокрация (на френски език: Union pour la démocratie française), както и от 2007 г. на основаната от него партия Демократично движение (на френски език: Mouvement démocrate).
Участва в три поредни президентски избори във Франция. През 2002 г. печели 6,84% от гласовете на първия тур, което го поставя на четвърта позиция. През 2007 г. получава 18,57% и трета позиция на първия кръг. Анализатори смятат, че с реториката и с поведението си Байру се опитва да разчупи традиционния политически модел на противопоставяне между лявото и дясното и да даде нов тласък на центристките политики. Въпреки силния резултат обаче, Байру не подкрепя официално на втория тур нито един от двамата претенденти Никола Саркози и Сеголен Роаял.
На изборите от 2012 г. той събира 9,13% от гласовете, които му отреждат пето място на първия тур.
През 2014 г. е избран за кмет на град По.